# Boystown

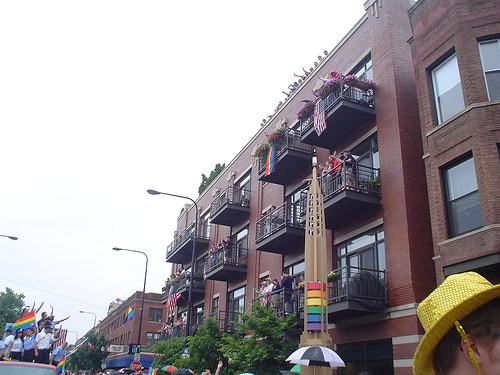
Jedna z ulic Boystown

Boystown – popularna nazwa jednej z enklaw w Chicago, kulturalne centrum jednego z większych skupisk osób LGBT w USA, a także pierwsza oficjalnie uznana gay village w historii USA, położonej formalnie w ramach dzielnicy Lakeview. Północną granicą tej enklawy jest jezioro Michigan, droga Lake Shore Drive biegnąca wzdłuż jego brzegu oraz Buena Park. Na południe ekspansja ta przebiega opierając się o Belmont Avenue, na zachód zaś dociera do Clark Street na granicy Wrigleyville. Tereny te kojarzyły się dawniej z przestępczością, a współcześnie w wyniku gejowskiej gentryfikacji stanowią reprezentacyjny fragment Chicago. Według danych z 2006 roku w Chicago żyje w sumie ponad 288 tys. lesbijek, gejów i biseksualistów.
Dawniej okolice te stanowiły podmiejskie tereny rekreacyjne, a w obręb Chicago włączono je w 1889 r. Do dziś znajduje się tu wiele domów i willi o charakterze przedmieścia. Nazwa Boystown, czyli miasto chłopców przylgnęła do chcagowskiej gay village w latach 70. XX wieku. Rozwinęła się w Northalsted, północnej części miasta, na bazie Andersonville. Obie te nazwy pozostały po szwedzkich imigrantach, którzy w połowie XIX wieku stworzyli tu swoją dzielnicę. Współcześnie jest to charakterystyczna część miasta, pełna cukierni, małych sklepów, restauracji, księgarń i lokali. Rozrywkowe lokale gejowskie skupione są głównie przy North Halsted Street, zaś sklepy i restauracje przy Broadway. Nadal mieszka tu wielu Amerykanów szwedzkiego pochodzenia i czynne jest Swedish American Museum.

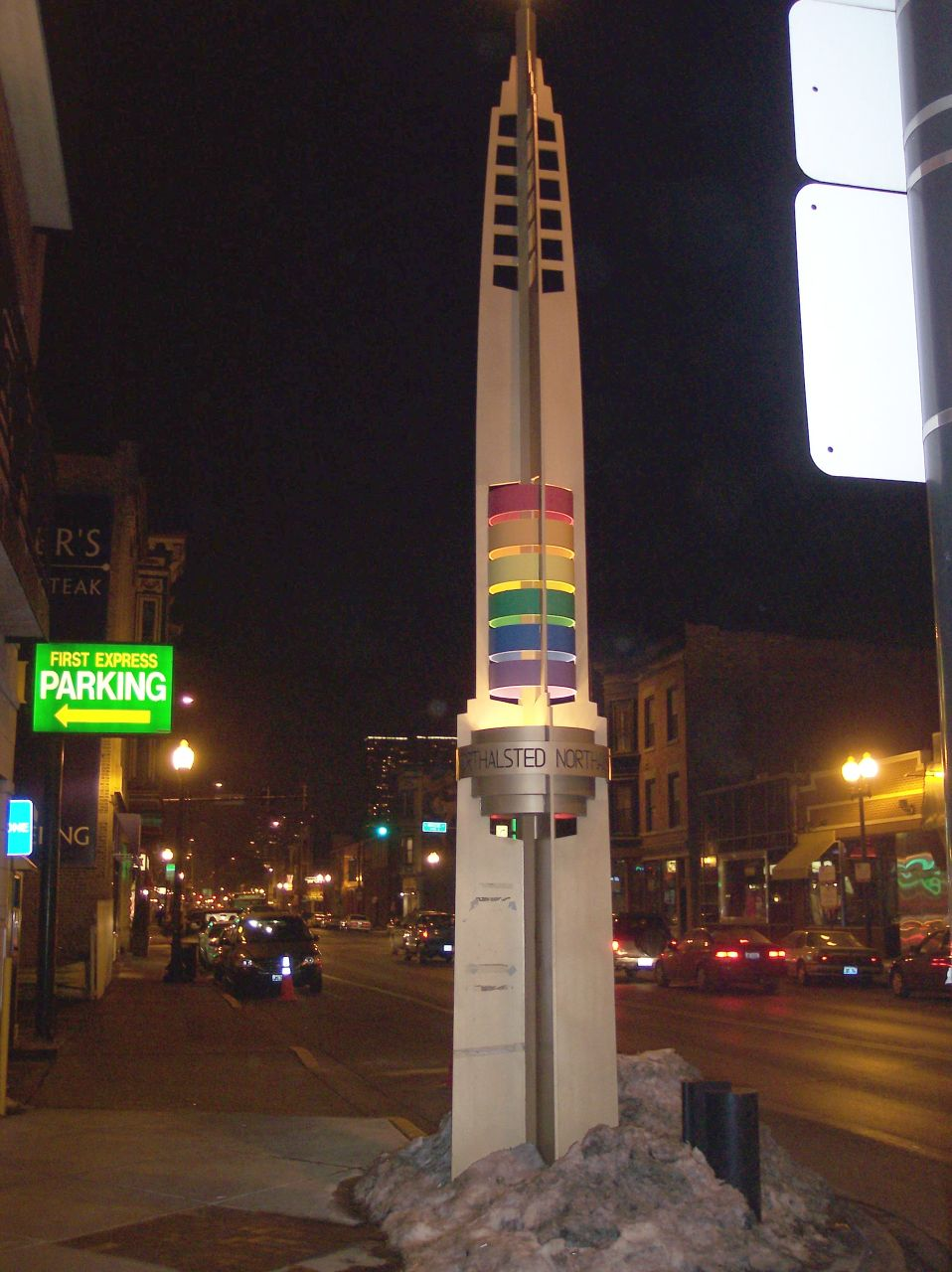
Tęczowe pylony przy North Halsted Street

Boystown była pierwszą oficjalnie uznaną gay village w Stanach Zjednoczonych, która wyprzedziła pod tym względem nowojorską Greenwich Village, kolebkę ruchu o prawa gejów. Ukazuje się tu od wielu lat czasopismo "Gay Chicago Magazine". Enklawa zachowuje wyraźną odrębność, czego wyrazem jest organizowany tu dwukrotnie w czasie roku gay pride. Ten tradycyjny, obchodzony na pamiątkę wydarzeń pod Stonewall odbywa się w czerwcu. Drugi, nazywany Northalsted Market Days jest lokalną imprezą o charakterze kiermaszu. Dla podkreślenia charakteru dzielnicy władze miasta w roku 1998 ufundowały iluminowane nocą pylony w stylu art déco, nawiązujące kolorystyką do tęczowej flagi ruchu gejowskiego. Inwestycję tę sfinansowano w ramach kosztującej 3,2 mln dolarów renowacji North Halsted Street. Ulica ta uchodzi za największe skupisko punktów zorientowanych na klientów LGBT. Wymieniane w 2007 r. lokale to m.in. "Spin" (róg Halsted i Belmont), videobar "Sidetracks" (nr 3349), bar "Roscoe's" (nr 3356); go-go bar "Cocktail" (nr 3359), "Buck's" (nr 3349), disco z występami drag queens "Hydrate" (nr 3458), afterbar "Little Jim's" (nr 3501), " Circuit Nightclub" (nr 3641), skórzany "Cellblock" (nr 3702), bar karaoke "Bobby Loves" (nr 3729) oraz "North End" (nr 3733).
Lokalni politycy na ogół akceptują szczególny wyjątkowy charakter Boystown. Burmistrz Chicago Richard M. Daley poparł organizację w 2006 r. Gay Games. W opinii mieszkańców Boystown traci jednak powoli swój specyficzny klimat, który uzyskała, gdy gettoizacja była sposobem gejowskiej samoobrony. Okolica otwiera się na klientelę heteroseksualną, zaś sami geje zaczęli się stąd wyprowadzać jeszcze dalej na północ, gdzie koszty utrzymania są niższe.